# Paliga machoeralis
Paliga machoeralis là một loài bướm đêm trong họ Crambidae. Chúng được phát hiện ở Sri Lanka, Ấn Độ và Đài Loan.

## Hình ảnh

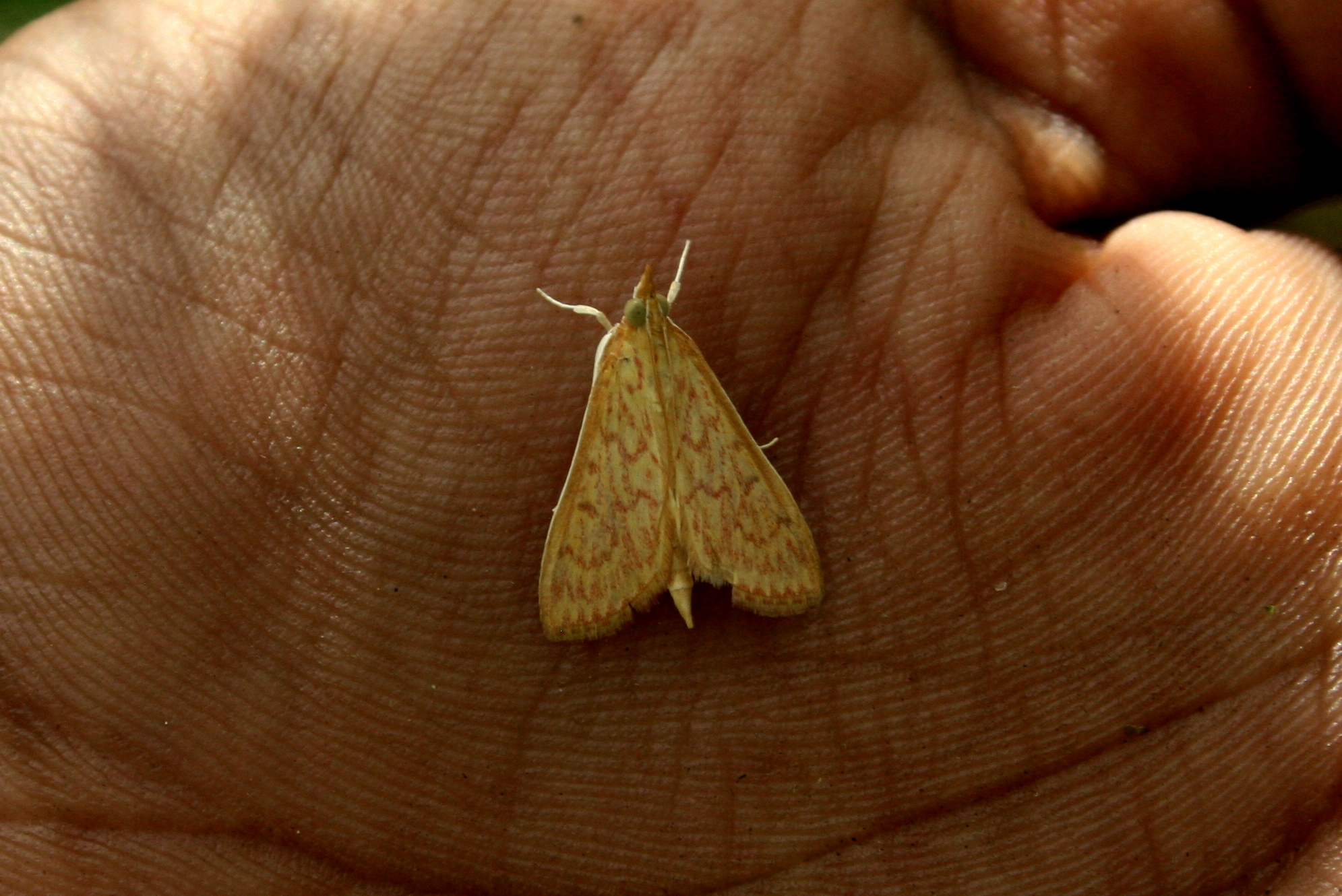
from Sri Lanka